# ジロ・デ・イタリア 1982
ジロ・デ・イタリア 1982(Giro d'Italia 1982) は、自転車による競走である「ジロ・デ・イタリア」の65回目のレースである。1982年5月13日から6月6日まで全22区間、全行程4,010kmで行われた。

## 結果
ベルナール・イノーが2年ぶり2度目の総合優勝を果たした。その後、同年に行われたツール・ド・フランスでもイノーは、総合優勝を果たし自身初となる「ダブルツール」を達成した。

### 総合成績
|    | 選手名                           | 国籍         | 時間          |
| -- | -------------------------------- | ------------ | ------------- |
| 1  | ベルナール・イノー               | フランス     | 110 h 07' 55s |
| 2  | トミー・プリム                   | スウェーデン | +2' 35s       |
| 3  | シルヴァーノ・コンティーニ       | イタリア     | +2' 47s       |
| 4  | ルシアン・ファンインプ           | ベルギー     | +4' 31s       |
| 5  | ジャンバッティスタ・バロンケッリ | イタリア     | +6' 09s       |
| 6  | ジュゼッペ・サロンニ             | イタリア     | +10' 52s      |
| 7  | マリオ・ベッチア                 | イタリア     | +11' 06s      |
| 8  | フランチェスコ・モゼール         | イタリア     | +11' 57s      |
| 9  | マルコ・グロッポ                 | イタリア     | +14' 43s      |
| 10 | ファウスティーノ・ルペレス       | スペイン     | +14' 57s      |

### マリア・ローザ 保持者
| 選手名                     | 国籍     | 首位区間                                  |
| -------------------------- | -------- | ----------------------------------------- |
| ベルナール・イノー         | フランス | プロローグ、第3-第6、第12-第16、第18-最終 |
| パトリック・ボネ           | フランス | 第1                                       |
| ローラン・フィニョン       | フランス | 第2                                       |
| フランチェスコ・モゼール   | イタリア | 第7-第11                                  |
| シルヴァーノ・コンティーニ | イタリア | 第17                                      |

### 各部門賞結果
| ポイント賞 | フランチェスコ・モゼール   | イタリア | 247ポイント |
| 2位        | ジュゼッペ・サロンニ       | イタリア | 207ポイント |
| 3位        | ベルナール・イノー         | フランス | 171ポイント |
| 山岳賞     | ルシアン・ファンインプ     | ベルギー | 860ポイント |
| 2位        | ベルナール・イノー         | フランス | 380ポイント |
| 3位        | シルヴァーノ・コンティーニ | イタリア | 290ポイント |